# Karlskrona idrottspris
Karlskrona idrottspris, tidigare Hillerödspriset, är ett pris som varje år delas ut av Karlskrona kommun. Priset är ett vandringspris som startade 1990. Pokalen är skänkt av Karlskrona kommuns vänort Hillerød i Danmark och priset tilldelas den idrottare i Karlskrona som under året svarat för den bästa idrottsliga prestationen. År 2013 ändrades namnet från Hillerödspriset till Karlskrona idrottspris.

## Prisvinnare
Bland de som tilldelats priset finns:
- 1990: Tommy Werner, simmare.[2]
- 1991: Kent Olsson, orienterare.[2]
- 1992: Magnus Bärtfors, friidrottare.[2]
- 1993: Mårten Ulvsbäck, stavhoppare.[2]
- 1994: Marie Svensson, Lyckeby BTK.[2]
- 1995: Patrik Strenius, friidrottare.[2]
- 1996: Magnus Mohlin, Lyckeby BTK.[2]
- 1997: Cecilia Nilsson, orienterare.[2]
- 1998: Igor Potapovitj.[2]
- 1999: Fredrik Berg, BK Atle.[2]
- 2000: Susanna Nilsson, Lyckeby BTK.[2]
- 2001: Nadja Casadei, mångkampare.[2]
- 2002: Kajakklubben Eskimå.[3][2]
- 2003: Malin Nilsson, skytt.[2]
- 2004: Patrik Kristiansson, stavhoppare.[2]
- 2005: Carolina Klüft, mångkampare.[2]
- 2006: Sanne Gars, Fäktklubben Chapman.[4]
- 2007: Magnus Arvidsson, spjutkastare.[5]
- 2008: Nicklas Almers, rullstolsfriidrottare.[6]
- 2009: Henrik Lindau, Karlskrona Simsällskap.[7]
- 2010: Morgan Johansson, Karlskrona Tennisklubb.[2]
- 2011: Anton Johansson, orienterare.[8]
- 2012: Frida Leandersson, styrkelyftare.[1]
- 2013: Oleksandr Kratov och Nadja Volynska, orienterare.[9][2]
- 2014: Nadja Volynska, orienterare.[10][2]
- 2015: Karlskrona Hockeyklubb.[11]
- 2016: Cecilia Velin, kanotist och roddare.[12]
- 2017: Nanna Carleke, squashspelare.[13]
- 2018: Julia Fridlund, ungdomsbrottare.[14]
- 2019: Ebba Berglin, dubbelidrottare, och Sebastian Karlsson, parasimmare.[15]
- 2020: Engla Sennerlin Holm, fäktare.[16]
- 2021: Vanja Cado, tennisspelare.[17]
- 2022: Alma Svennerud, Karlskrona SOK.[18]
- 2023: HF Karlskrona.[19]
- 2024: Elina Åkesson Waldén, paraidrottare.[20]